# 米蘭達·凱爾
米蘭達·梅·寇兒（1983年4月20日—），生于澳大利亚悉尼，澳洲超级名模、企業家、慈善家、环保人士。

## 早年生活
米蘭達·梅·寇兒（Miranda May Kerr）1983年生于澳大利亚悉尼市，是John與Therese Kerr的长女，還有一個小两岁的弟弟。可儿在某些访谈录里自述是“英格兰裔，還有一點苏格兰和法国血统”。
米蘭達的童年基本在其祖母的农场庄园度过，可儿觉得当时非常亲近自然。

后来举家迁入布里斯班市，由此体验都市现代化生活。
可儿畢業于All Hallows' School，專修营养学和健康心理学。

## 事業
米蘭達的特徵就是她的酒窩，並擁有修長玲瓏的身材，是很多女性的指標和理想身材，被譽為「下一個麥克弗森」。
13歲時，榮獲由Dolly magazine主辦的澳洲全國少女選美冠軍。
在14歲生日到來的前一周，米蘭達前往雪梨拍照，卻因為過於年輕，以如此低齡進入成人世界名利場，所以褒貶參半，引發爭議。米蘭達嚴正聲明：「Dolly Magezine的主要讀者群體是少女、女生，而且我在雜誌中所穿的服裝都是非常謹慎的，都是在是冬天拍照！有些傳言簡直無中生有！」後來米蘭達遠赴美國紐約，與著名的模特兒公司NEXT Model簽約之後，活躍於許多中等檔次的秀場。
2006年，米蘭達的Maybelline廣告大獲成功，並且因此吸引知名品牌維多利亞的秘密的注意，成為史上首位澳籍維多利亞的秘密模特兒，也曾是該品牌副線PINK的首席代言人。
在2006年至2009年，憑藉甜美外貌且連續4年為維多利亞的秘密時尚秀走秀而廣為人知。這期間米蘭達也和澳洲百貨龍頭大衛瓊斯百貨簽約，以及成為天然護膚頂級品牌Clinique的代言人。
2008年，《富比士》全球富豪榜公布，過去12個月裡米蘭達賺了350萬美金，位居全球模特兒排名第十，一年之後上升至第九位。
2009年，米蘭達為動物保育自然環保全裸出鏡，模仿無尾熊趴在樹上，以號召人們愛自然的心靈。
2010年，米蘭達推出自創有機護膚品牌KORA Organics；同年推出自傳《Treasure Yourself》。
2013年，出版書籍《Empower Yourself》。

## 個人生活
2008年開始，與英國著名男演員奧蘭多·布魯交往。米蘭達與奧蘭多·布魯在2009年於澳洲拍片期間以戒指承認他們進一步的關係，並在2010年6月22日發表聲明，表示他們已經完婚。2009年2月12日，米蘭達與奧蘭多·布魯積極的參與澳洲聯合募款，以幫助2009年2月7日澳洲森林大火的受害者。
2011年1月6日，米蘭達誕下長子Flynn。
2013年10月25日，奧蘭多·布魯與米蘭達共同發出聲明，聲明中提及「經過六年多的相處，最近還是決定正式分開。」宣告分居。
2013年，米蘭達被爆出與加拿大少年歌手小賈斯汀關係曖昧，據稱米蘭達一直是小賈斯汀的超級粉絲。
2017年欲上映的新片中飾演女間諜，與潔西卡·艾芭飾演的女警展開對手戲。據傳片中米蘭達扇打潔西卡·艾芭耳光的試戲鏡頭都是真打，且每一耳光都沒有留情面，對此米蘭達沒有否認，因早年出道時傳出兩人不和，故有粉絲質疑米蘭達是否籍工作機會故意對潔西卡·艾芭下手，而米蘭達不認為要道歉：「我知道那很疼，但那只是工作，所以我不會道歉。」
2014年，與即時通訊軟體Snapchat創辦人伊萬·斯皮格在Louis Vuitton紐約晚宴上認識。
2017年5月27日，二人於美國加州完婚。
但婚後一個月，就意外捲入馬來西亞主權財富基金一馬發展公司（1MDB）洗錢醜聞。原因是她曾在2014年與大馬富商刘特佐交往，當時劉特佐贈送給她、價值超過新台幣2億元的珠寶，被認定是劉以洗錢案贓款所購買，米蘭達退還珠寶已經做為證物，交由美國司法部保管。
2018年5月7日，米蘭達誕下次子Hart。2019年10月，米蘭達誕下三子Myles。2024年2月27日，誕下四子Kerr。

## 書籍
- Treasure Yourself
- Empower Yourself

## 外部連結
- Miranda Kerr官方網站 （页面存档备份，存于）
- 米蘭達·凱爾在互联网电影资料库（IMDb）上的資料（英文）
- Miranda Kerr的Facebook專頁
- Miranda Kerr的Instagram帳戶
- Miranda Kerr的X（前Twitter）